# Шанино (Смоленская область)
Шанино — опустевшая деревня в Смоленском районе Смоленской области России.

## История
Согласно справочнику административно-территориального устройства Смоленской области деревня последний раз учитывалась в 1939 году.

## География
Находилась в 1,5 верстах северо-восточнее современной деревни Сож,

## Транспорт
Рядом проходит старая дорога Смоленск — Хиславичи.